# Orla Brady
Orla Brady (28 de marzo de 1961) es una actriz irlandesa más conocida por haber interpretado a Siobhan Dhillon en la serie Mistresses y a Laris y Tallinn en Star Trek: Picard.

## Biografía
Es hija de Catherine y Patrick Brady, es la segunda de cuatro hijos.
Estudió en el L'École Philippe Gaulier y en el École Internationale de Mimodrame de Paris.
En 2001 conoció al director Nick Brandt, poco después la pareja se casó en diciembre de 2002.

## Carrera
Orla ha participado en series como Pure Wickedness, Casualty, The Vicar of Dibley, Noah's Ark, Family Law, Servants, en la miniserie Empire donde interpretó a Atia, en Revalations donde interpretó a Nora Webber, entre otras.
En 1995 se unió al elenco de la serie Out of the Blue donde interpretó a la detective Rebecca "Becky" Bennett hasta 1996.
En 1998 interpretó a Catherine "Cathy" Earnshaw-Linton en la película Wuthering Heights.
En 2004 interpretó a Maureen Boland en la serie Proof hasta 2005. Ese mismo año apareció como invitada en la primera temporada de la exitosa serie británica Hustle donde interpretó a Meredith Gates, una coleccionista de arte, también apareció en la serie norteamericana Nip/Tuck donde interpretó a la doctora Monica Jordan, una cirujana plástica que se niega a tener relaciones sexuales con el doctor Christian Troy (Julian McMahon). 
Entre 2007 y 2008 apareció como invitada en varios episodios de la serie norteamericana Shark donde interpretó a Claire Stark, la exesposa del abogado Sebastian Stark (James Woods).
En 2008 se unió a la serie Mistresses donde interpretó a la abogada Siobhan Dhillon quien a pesar de estar casada comienza una aventura y se embaraza de su amante, sin embargo la serie fue cancelada en 2010 después de la tercera temporada.
En 2010 se unió como personaje recurrente a la serie de ciencia ficción norteamericana Fringe donde interpreta a Elizabeth Bishop, la madre de Peter Bishop y exesposa de Walter Bishop, hasta ahora. Ese mismo año apareció como personaje recurrente en la exitosa serie de acción Strike Back donde interpretó a Katie Dartmouth, la hija de un político que es secuestrada por terroristas islámicos, en la serie trabajó junto a Richard Armitage.
En 2012 obtuvo un papel secundario en la película 32A donde interpretó a Jean Brennan. Ese mismo año se unió a la serie Eternal Law donde interpretó a la señora Sheringham un ángel que llega a la tierra, se convierte en mortal y comienza a trabajar en un bufete de abogados, sin embargo la serie fue cancelada después de la primera temporada, también apareció en Sinbad donde interpretó a Taryn.
En 2013 se unió al elenco principal de la serie francesa Jo donde interpretó a Béatrice Dormont, la jefa y oficial superior de una estación de policías en París, hasta el final de la serie ese mismo año. Ese mismo año apareció como invitada en la serie Poirot donde interpretó a la condesa Vera Rossakoff durante el episodio "The Labours of Hercules".
En 2015 se unió al elenco de la serie Banished donde interpretó a la convicta Anne Meredith. Ese mismo año se unió al elenco principal de la serie Into the Badlands donde interpreta a Lydia, la primera esposa de Quinn.

## Filmografía

### Series de televisión
| Año         | Título                           | Personaje             | Notas                                     |
| ----------- | -------------------------------- | --------------------- | ----------------------------------------- |
| 2020 - 2023 | Star Trek: Picard                | Laris / Tallinn       | [ 11 ]                                    |
| 2015 - 2019 | Into the Badlands                | Lydia                 | 6 episodios                               |
| 2015        | Banished                         | Anne Meredith         | 7 episodios                               |
| 2015        | American Odyssey                 | Sofia Tsaldari        | 9 episodios                               |
| 2013        | Doctor Who                       | Tasha Lem             | episodio "The Time of the Doctor"         |
| 2013        | Jo                               | Det. Béatrice Dormont | 8 episodios                               |
| 2013        | Agatha Christie's Poirot         | Vera Rossakoff        | episodio "The Labours of Hercules"        |
| 2012        | Eternal Law                      | Mrs. Sheringham       | 6 episodios                               |
| 2012        | Sinbad                           | Taryn                 | 9 episodios                               |
| 2010 - 2012 | Fringe                           | Elizabeth Bishop      | 5 episodios                               |
| 2010        | The Deep                         | Catherine Donnelly    | 5 episodios                               |
| 2008 - 2010 | Mistresses                       | Siobhan Dhillon       | 16 episodios                              |
| 2010        | Strike Back                      | Katie Dartmouth       | 2 episodios                               |
| 2008        | Wallander                        | Ella Lindfeldt        | episodio "Firewall"                       |
| 2007 - 2008 | Shark                            | Claire Stark          | 4 episodios                               |
| 2005        | Empire                           | Atia                  | miniserie                                 |
| 2005        | Revelations                      | Nora Webber           | 6 episodios                               |
| 2004 - 2005 | Proof                            | Maureen Boland        | 8 episodios                               |
| 2004        | Nip/Tuck                         | Dra. Monica Jordan    | episodio "Christian Troy"                 |
| 2004        | Hustle                           | Meredith Gates        | episodio "Picture Perfect"                |
| 2003        | Servants                         | Flora Ryan            | -                                         |
| 2001 - 2002 | Family Law                       | Naoise O'Neill        | -                                         |
| 1999        | Pure Wickedness                  | Jenny Meadows         | -                                         |
| 1997        | Noah's Ark                       | Clare Somers          | 6 episodios                               |
| 1996        | The Vicar of Dibley              | Aoife                 | episodio "The Christmas Lunch Incident"   |
| 1995 - 1996 | Out of the Blue                  | Det. Rebecca Bennett  | 12 episodios                              |
| 1996        | Pie in the Sky                   | Kit Kelly de Goris    | episodio "Irish Stew"                     |
| 1995        | Casualty                         | Wendy                 | episodio "Outside Bulawayo"               |
| 1995        | New Voices                       | Ruby                  | episodio "The Treasure of Zavimbi"        |
| 1995        | Dangerfield                      | Diane Foster          | 2 episodios                               |
| 1994        | The Rector's Wife                | Hermana Josephine     | episodio # 1.2                            |
| 1994        | Absolutely Fabulous              | Enfermera Mary        | episodio "Hospital"                       |
| 1994        | The Bill                         | Amy                   | episodio "No Job for an Amateur"          |
| 1993        | Minder                           | Cajera de Banco       | episodio "Opportunity Knocks and Bruises" |
| 1991        | So You Think You've Got Troubles | -                     | episodio "South of the Border"            |

### Películas
| Año  | Título                                | Personaje                  | Notas                                                                                 |
| ---- | ------------------------------------- | -------------------------- | ------------------------------------------------------------------------------------- |
| 2023 | Freud's Last Session                  | Janie Moore                | junto a Anthony Hopkins, Matthew Goode, Liv Lisa Fries, Jodi Balfour y Jeremy Northam |
| 2017 | The Foreigner                         | Mary Hennessy              | junto a Jackie Chan, Pierce Brosnan y Michael McElhatton                              |
| 2015 | The Price of Desire                   | Eileen Gray                | junto a Caitriona Balfe, Alanis Morissette, Vincent Perez y Dominique Pinon           |
| 2013 | Wayland's Song                        | Grace                      | junto a Simone Lahbib, Michael Nardone y Hannah Lederer                               |
| 2012 | 32A                                   | Jean Brennan               | junto a Aidan Quinn, Jared Harris y Ailish McCarthy                                   |
| 2007 | How About You...                      | Kate Harris                | junto a Joss Ackland, Hayley Atwell y Vanessa Redgrave                                |
| 2007 | Protect and Serve                     | Dra. Lorna Herrera         | junto a Dean Cain, Eric Balfour, Jessica Paré, Steve Harris y Thad Luckinbill         |
| 2006 | Last Night                            | Lucy                       | corto - junto a Liam Cunningham                                                       |
| 2006 | Jesse Stone: Death in Paradise        | Lilly Summers              | junto a Tom Selleck, Viola Davis, Kohl Sudduth y Matt Barr                            |
| 2006 | Sixty Minute Man                      | Kate Henderson             | junto a Erika Alexander, Candace Bailey, Ken Baumann y Jordan Garrett                 |
| 2005 | World of Trouble                      | Joan Denny                 | junto a Martina Adamcová, Tetchena Bellange, Vinessa Shaw e Idris Elba                |
| 2004 | Lawless                               | Liz Bird                   | junto a Trevor Eve, David Calder y Ralph Brown                                        |
| 2003 | The Debt                              | Angela Jahnsen             | junto a Warren Calrke, Martin Freeman, Nina Sosanya, Hugo Speer y Lee Williams        |
| 2002 | Fogbound                              | Ann                        | junto a Luke Perry, Ben Daniels y Jeroen Krabbé                                       |
| 2001 | Silent Grace                          | Eileen                     | junto a Cathleen Bradley, Cara Seymour, Dawn Bradfield y Patrick Bergin               |
| 2000 | The Luzhin Defence                    | Tía Anna                   | junto a John Turturro, Emily Watson, Geraldine James y Stuart Wilson                  |
| 1999 | The Magical Legend of the Leprechauns | Kathleen Fitzpatrick       | junto a Randy Quaid, Whoopi Goldberg, Roger Daltrey, Colm Meaney y Harriet Walter     |
| 1999 | A Love Divided                        | Sheila Kelly Cloney        | junto a Liam Cunningham, Sarah Bolger, Nicole Bohan y Ger Ryan                        |
| 1998 | Wuthering Heights                     | Catherine "Cathy" Earnshaw | junto a Robert Cavanah, Peter Davison, Tom Georgeson, Matthew Macfadyen y Sarah Smart |
| 1997 | The Heart Surgeon                     | Marcella Duggan            | junto a Nigel Havers, Lorcan Cranitch, John Castle y Claire Yarlett                   |
| 1994 | Words Upon the Window Pane            | Vanessa                    | junto a Geraldine Chaplin, Brid Brennan, Geraldine James, Hugh O'Conor y John Lynch   |

### Videojuegos
| Año  | Título                               | Personaje       | Notas                           |
| ---- | ------------------------------------ | --------------- | ------------------------------- |
| 2009 | Indiana Jones and the Staff of Kings | Maggie O'Malley | prestó su voz para el personaje |

### Teatro
| Año  | Obra                             | Personaje   | Director (a)  | Teatro                 | Notas |
| ---- | -------------------------------- | ----------- | ------------- | ---------------------- | ----- |
| 2008 | Triptych                         | Amante      | Sean Mathias  | Southwark Playhouse    | -     |
| 1996 | Blinded by the Sun               | Ghislane    | Ron Daniels   | Royal National Theatre | -     |
| 1993 | A Love Song for Ulster           | Kate        | Nicholas Kent | Tricycle Theatre       | -     |
| 1992 | Philadelphia, Here I Come        | Kate Doogan | Dan Crawford  | Wyndams Theatre        | -     |
| 1992 | Rebecca                          | Rebecca     | -             | Lyric Theatre          | -     |
| 1990 | Three Sisters                    | Natasha     | Adrian Noble  | The Gate Theatre       | -     |
| 1989 | House of Bernarda Alba           | Adela       | Ben Barnes    | The Gate Theatre       | -     |
| 1988 | Hamlet                           | Ophelia     | -             | -                      | -     |
| -    | The Playboy of the Western World | Pegeen Mike | -             | Crucible Theatre       | -     |
| -    | The Fall of the House of Usher   | Madeleine   | -             | Contact Theatre        | -     |
| -    | Balloonatics                     | -           | -             | -                      | -     |
| -    | Finnegans Wake                   | -           | -             | -                      | -     |

## Premios y nominaciones
| Año  | Categoría                                       | Serie/Película | Premio     | Resultado |
| ---- | ----------------------------------------------- | -------------- | ---------- | --------- |
| 2011 | Best Actress in a Lead Role in Film/Television  | Mistresses     | IFTA Award | Nominada  |
| 2009 | Best Actress in a Supporting Role in Television | Mistresses     | IFTA Award | Nominada  |
| 2004 | Best Actress in a TV Drama                      | Proof          | IFTA Award | Nominada  |
| 2004 | Best Actress in a TV Drama                      | Servants       | IFTA Award | Nominada  |
| 1999 | Best Actor in a Female Role                     | A Love Divided | IFTA Award | Nominada  |